# مجرمون بقبعات زرق
«مجرمون ذو قبعات زرق» وثائقي يتحدث عن أكثر من 5000 حالة أغتصاب للقصّر من قبل جنود حفظ السلام (الذين يرتدون قبعات زرق) في الكونغو التي ترزح تحت حروب وتقبات سياسية منذ التسعينيات.
يقول المؤسس لأحدى الجمعيات التي ترعى ضحايا الاغتصاب: الضحايا هنا يتراوح أعمارهن بين 9 سنوات وحتى 65 سنة والحالة الشائعة أكثر هي «الاغتصاب الجماعي».
ثم يكمل: لا يستطيع أحد أن يحاسب جنود حفظ السلام لأنهم يملكون المال فهم يتقاضون رواتب وهذا نادر في الكونغو. يجد بهم حماية أطفالنا لا اغتصابهم.
ثم يختم قوله: الدعارة هي المهنة الثانية في الكونغو والجنود يملكون المال فلماذا لا يذهبون للعاهرات المحترفات " ويجيب نفسه: العاهرات يحتمل حملهن للإيدز مما يجعلهم يبحثون عن العذراوات والأطفال.
يذكر أن بعثة الأمم المتحدة لحفظ السلام والتي تتكون من جنسيات متعددة هي الأكبر ويبلغ عدد أفرادها 20.000 جندي يتقاضون رواتب فيما يفترض أن يقوموا بحماية الكونغولين. [بحاجة لمصدر]
المصدر: تلفزيون روسيا اليوم [بحاجة لمصدر]